# توجيه ملكي (السعودية)
التوجيه الملكي هو توجيه من قبل الملك يصدر شفهيا أو تحريريا  لمتابعة أمور المواطنين وأنشطة الأجهزة الإدارية، يُبلغ للجهة المختصة عن طريق الديوان الملكي 